# Cela (Lovios)
Cela (llamada oficialmente Santa María da Cela) es una parroquia y un lugar del municipio español de Lovios, en la provincia de Orense, Galicia.

## Toponimia
La parroquia también es conocida por el nombre de Santa María de Cela.

## Organización territorial
La parroquia está formada por una entidad de población:
- A Cela

## Demografía
Gráfica demográfica del lugar y parroquia de Cela según el INE español:
| Gráfica de evolución demográfica de Cela entre 2000 y 2022 |
|                                                            |
| Datos según el nomenclátor publicado por el INE.           |